# Australische Cricket-Nationalmannschaft in Sri Lanka in der Saison 1992
Die Tour des australischen Cricket-Nationalmannschaft nach Sri Lanka in der Saison 1992 fand vom 15. August bis zum 13. September 1992 statt. Die internationale Cricket-Tour war Teil der internationalen Cricket-Saison 1992 und umfasste drei Test Matches und drei ODIs. Australien gewann die Test-Serie 1–0, während Sri Lanka die ODI-Serie 2–1 gewann.

## Vorgeschichte
Für beide Mannschaften war es die erste Tour der Saison. Das letzte Aufeinandertreffen beider Mannschaften bei einer Tour fand in der Saison 1989/90 in Australien statt.

## Stadien
Die folgenden Stadien wurden für die Tour als Austragungsort vorgesehen.
| Stadion                                 | Stadt    | Kapazität | Spiele                   |
| --------------------------------------- | -------- | --------- | ------------------------ |
| Khettarama Stadium (K)                  | Colombo  | 35.000    | 2. ODI, 3. ODI & 2. Test |
| Paikiasothy Saravanamuttu Stadium (PPS) | Colombo  | 15.000    | 1. ODI                   |
| Sinhalese Sports Club Ground (SSC)      | Colombo  | 10.000    | 1. Test                  |
| Tyronne Fernando Stadium                | Moratuwa | 16.000    | 3. Test                  |

## Test Matches

### Erster Test in Colombo
| 17. – 22. August Scorecard | Colombo (SSC) | Australien 256 (84) & 471 (132) | – | Sri Lanka 547-8d (170) & 164 (51.1) |
|                            |               | Australien gewinnt mit 16 Runs  |   |                                     |

### Zweiter Test in Colombo
| 28. August – 2. September Scorecard | Colombo (K) | Australien 247 (96.3) & 296-6d (115) | – | Sri Lanka 258-9d (92) & 136-2 (54) |
|                                     |             | Remis                                |   |                                    |

### Dritter Test in Moratuwa
| 8. – 13. September Scorecard | Moratuwa | Australien 337 (111.1) & 271-8 (92.1) | – | Sri Lanka 274-9d (99.5) |
|                              |          | Remis                                 |   |                         |

## One-Day Internationals

### Erstes ODI in Colombo
| 15. August Scorecard | Colombo (PPS) | Australien 247-5 (50)           | – | Sri Lanka 251-6 (49.2) |
|                      |               | Sri Lanka gewinnt mit 4 Wickets |   |                        |

### Zweites ODI in Colombo
| 4. September Scorecard | Colombo (K) | Australien 216-7 (50)                        | – | Sri Lanka 194-5 (42.5/44) |
|                        |             | Sri Lanka gewinnt mit 5 Wickets (D/L method) |   |                           |

### Drittes ODI in Colombo
| 5. September Scorecard | Colombo (K) | Sri Lanka 207-6 (50)             | – | Australien 208-5 (47.5) |
|                        |             | Australien gewinnt mit 5 Wickets |   |                         |